# Sozialgericht Braunschweig

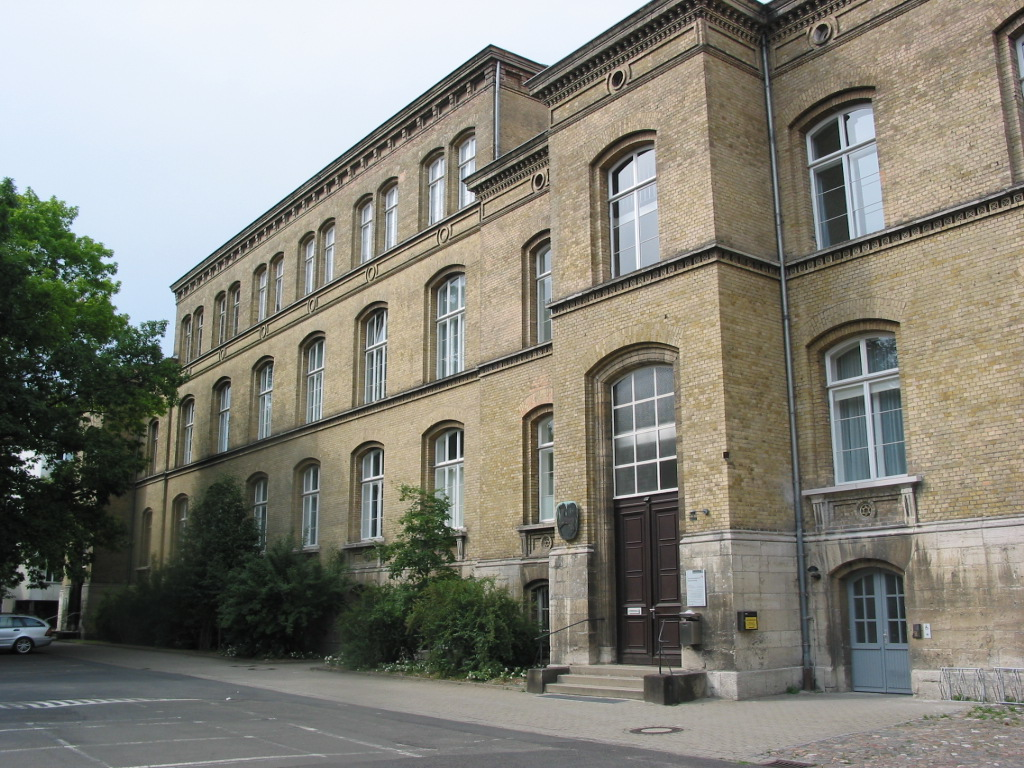
Haupteingang und …

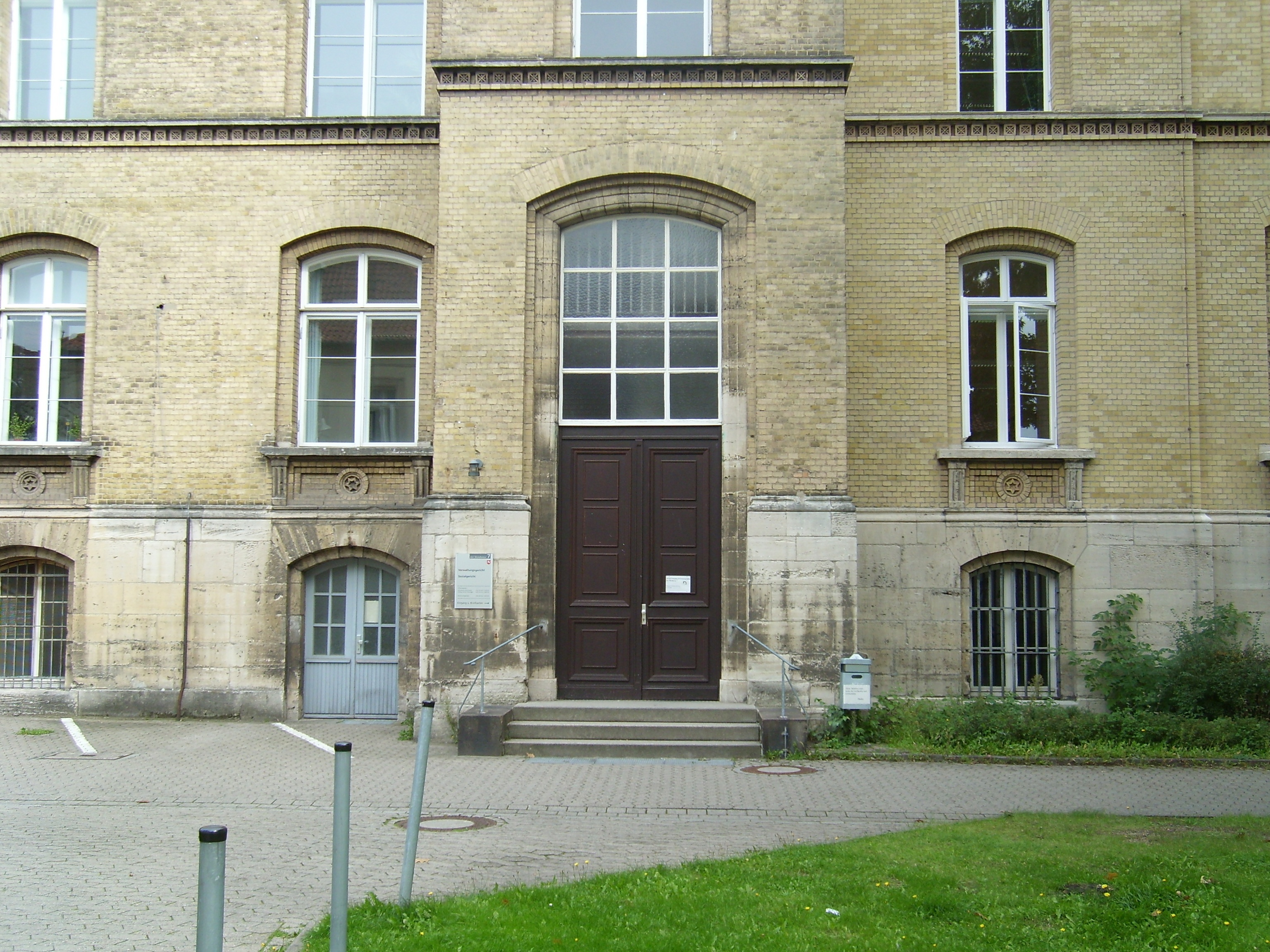
… Nebeneingang des Sozialgerichts und des Verwaltungsgerichts Braunschweig

Das Sozialgericht Braunschweig ist ein Gericht der Sozialgerichtsbarkeit. Es ist eines von acht Sozialgerichten in Niedersachsen und hat seinen Sitz in Braunschweig.

## Gerichtsgebäude
Das Sozialgericht Braunschweig war ab 1952 zunächst in der Villa Rimpau, Wolfenbütteler Straße 2, untergebracht. Seit seinem Umzug im Jahr 2006 befindet es sich nunmehr an der Wilhelmstraße 55 und bildet dort gemeinsam mit dem Verwaltungsgericht Braunschweig ein Fachgerichtszentrum. Das Gebäude wurde 1764 als „Spital für arme Braunschweigerinnen und Braunschweiger“ errichtet und steht heute unter Denkmalschutz. Von 1902 bis 1995 war hier das Amtsgericht untergebracht.

## Gerichtsbezirk
Der Gerichtsbezirk umfasst die Landkreise Gifhorn, Goslar, Helmstedt, Peine und Wolfenbüttel sowie die kreisfreien Städte Braunschweig, Salzgitter und Wolfsburg. Der Gerichtsbezirk hat somit über 1,1 Millionen Gerichtseingesessene.

## Organisation
Präsident ist seit 2012 Rainer Schmiedl. Das Gericht verfügt über ca. 60 Mitarbeiter, davon 24 Richter. Es wurden 57 Kammern gebildet, darunter zwei Kammern für Versorgungssachen, neun Kammern Rentenversicherung, zwei Kammern Unfallversicherung, sechs Kammern Schwerbehindertenrecht, fünf Kammern Krankenversicherung, drei Kammern Arbeitslosenversicherung, zwei Kammern Sozialhilfe, eine Kammer Pflegeversicherung, einundzwanzig Kammern Grundsicherung für Arbeitsuchende sowie sechs weitere Kammern (Asylbewerberleistungsgesetz, Landwirtschaftliche Sozialversicherung, Erziehungsgeld, Kindergeld, Kindergeldzuschlag, Kostensachen etc.).

## Instanzenzug
Dem Sozialgericht Braunschweig ist das Landessozialgericht Niedersachsen-Bremen mit Sitz in Celle übergeordnet. Diesem wiederum ist als letzte Instanz das Bundessozialgericht in Kassel übergeordnet.